# 本列瓦伊
本列瓦伊是葡萄牙布拉干萨区的一个堂区。总面积12.34平方公里，总人口214人，人口密度17.3人/平方公里。